# Podnoszenie ciężarów na Letnich Igrzyskach Olimpijskich 2000 – waga ciężka kobiet
Rywalizacja w wadze do 75 kg kobiet w podnoszeniu ciężarów na Letnich Igrzyskach Olimpijskich 2000 odbyła się 20 września 2000 roku w hali Sydney Convention and Exhibition Centre. W rywalizacji wystartowało 11 zawodniczek z 11 krajów. Był to debiut tej konkurencji w programie olimpijskim. Pierwszą w historii mistrzynią olimpijską w tej kategorii wagowej została Kolumbijka María Isabel Urrutia, srebrny medal wywalczyła Nigeryjka Ruth Ogbeifo, a trzecie miejsce zajęła Kuo Yi-hang z Tajwanu.

## Wyniki
| Pozycja | Zawodnik             | Reprezentacja     | Waga  | Rwanie | Rwanie | Rwanie | Podrzut | Podrzut | Podrzut | Wynik |
| Pozycja | Zawodnik             | Reprezentacja     | Waga  | 1      | 2      | 3      | 1       | 2       | 3       | Wynik |
| ------- | -------------------- | ----------------- | ----- | ------ | ------ | ------ | ------- | ------- | ------- | ----- |
| 1. !    | María Isabel Urrutia | Kolumbia          | 73,28 | 105,0  | 110,0  | 110,0  | 132,5   | 135,0   | 137,5   | 245,0 |
| 2. !    | Ruth Ogbeifo         | Nigeria           | 74,20 | 105,0  | 110,0  | 110,0  | 135,0   | 140,0   | 142,5   | 245,0 |
| 3. !    | Kuo Yi-hang          | Chińskie Tajpej   | 74,52 | 105,0  | 107,5  | 110,0  | 135,0   | 137,5   | 140,0   | 245,0 |
| 4       | Kim Soon-hee         | Korea Południowa  | 73,84 | 105,0  | 110,0  | 110,0  | 135,0   | 137,5   | 140,0   | 240,0 |
| 5       | Gyöngyi Likerecz     | Węgry             | 74,16 | 102,5  | 105,0  | 107,5  | 122,5   | 125,0   | 125,0   | 227,5 |
| 6       | Swietłana Chabirowa  | Rosja             | 74,38 | 102,5  | 107,5  | 107,5  | 125,0   | 132,5   | 132,5   | 227,5 |
| 7       | Cara Heads           | Stany Zjednoczone | 72,64 | 102,5  | 102,5  | 102,5  | 120,0   | 125,0   | 125,0   | 222,5 |
| 8       | Wanda Rijo           | Dominikana        | 73,74 | 90,0   | 95,0   | 100,0  | 120,0   | 120,0   | 120,0   | 215,0 |
| 9       | Mónica Carrió        | Hiszpania         | 74,18 | 92,5   | 95,0   | 95,0   | 110,0   | 110,0   | 115,0   | 205,0 |
| —       | Karoliina Lundahl    | Finlandia         | 74,36 | 102,5  | 102,5  | 102,5  | —       | —       | —       | —     |
| —       | Tatjana Chromowa     | Kazachstan        | 74,68 | 105,0  | 110,0  | 112,5  | 132,5   | 132,5   | 132,5   | —     |